# Gebärdensprache

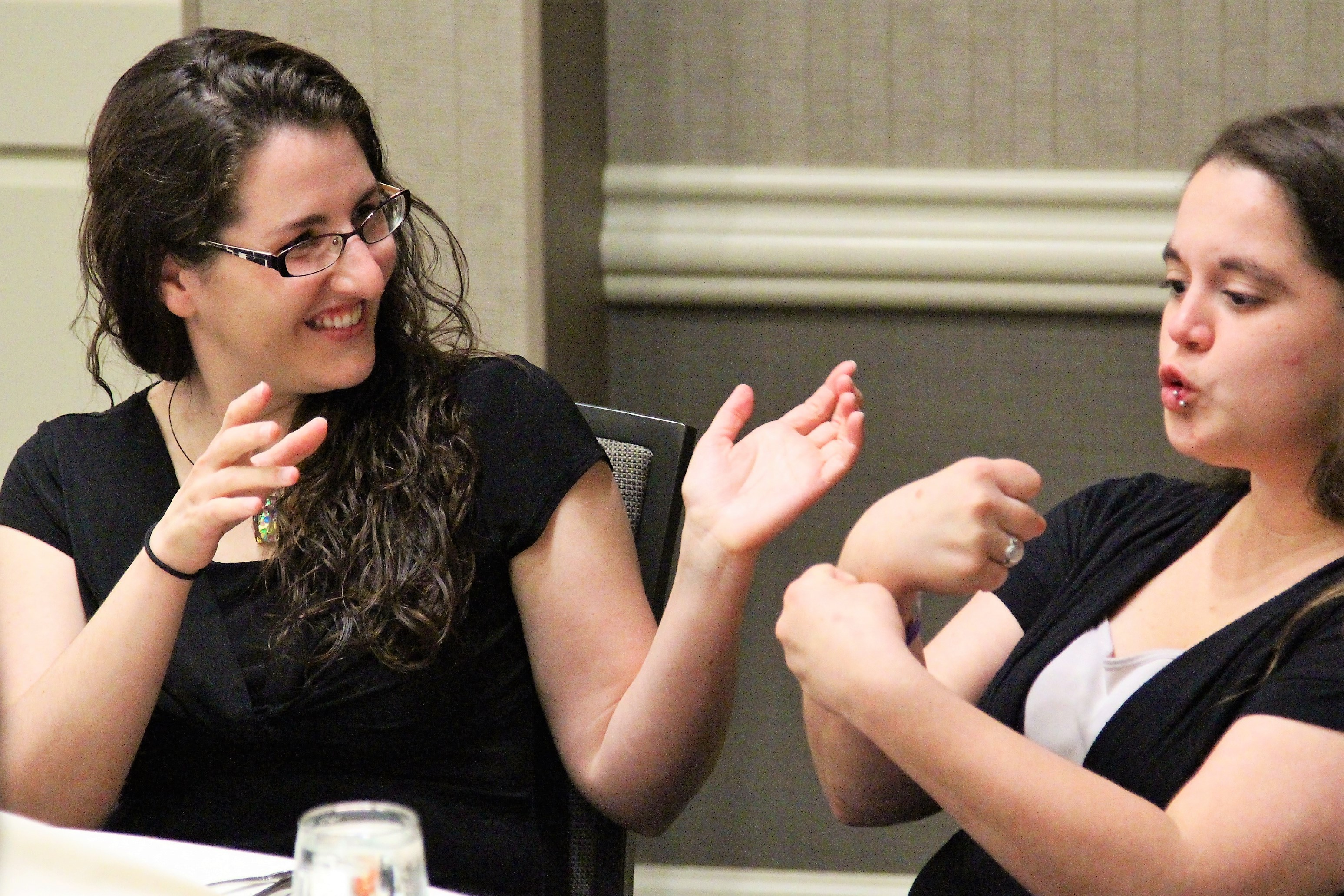
Kommunikation mittels Gebärdensprache

Eine Gebärdensprache ist eine visuell wahrnehmbare Form von Sprache, die insbesondere von gehörlosen und schwerhörigen Menschen zur Kommunikation genutzt wird. Kommuniziert wird mit einer Verbindung von Gestik, Gesichtsmimik, dem Mundbild von lautlos gesprochenen Wörtern und Wechsel der Körperhaltung. Diese Elemente werden zu Sätzen und Satzfolgen kombiniert.
Gebärdensprachen sind voll ausgebildete natürliche Sprachen von derselben Komplexität wie Lautsprachen. Sprachtypologisch können sie mit den stark flektierenden oder polysynthetischen Sprachen verglichen werden: Wie ein Wort in solchen Sprachen, kann eine Gebärde mehrere bedeutungstragende Bestandteile (Morpheme) zugleich enthalten.
Für taubblinde Menschen gibt es eine Variante von Gebärdensprache, bei der Gebärden (Handbewegungen und Handformen) durch Berührung mitgeteilt und mit dem Tastsinn wahrgenommen werden. Daneben gibt es bestimmte Kulturen, in denen nicht-gehörlose Menschen ebenfalls eine Gebärdensprache benutzen oder benutzten, z. B. die weiblichen Mitglieder des australischen Warlpiri-Volksstammes und die indigenen Völker in Nordamerika. Von Gebärdensprachen abzugrenzen sind manuelle Kodierungssysteme (Gebärdenzeichen), die von Menschen eingesetzt werden, die aufgrund einer anderen Beeinträchtigung Schwierigkeiten mit Lautsprache haben, wie unterstützt Kommunizierende und Menschen mit Mutismus oder Autismus.
Es ist nicht sicher, wie viele Gebärdensprachen es weltweit gibt. Die Ausgabe des Jahres 2013 der Zeitschrift Ethnologue nennt 137 Gebärdensprachen. Dialekte sind in dieser Auflistung nicht berücksichtigt. Aktuell sind dort 159 Gebärdensprachen gelistet. Glottolog listet aktuell 227 Gebärdensprachen (in 116 Sprachfamilien bzw. Untersprachfamilien) auf. Diese wurden von ihren Entdeckern selbst zu den bereits bekannten Gebärdensprachen eingeordnet.

## Geschichte und Verbreitung von Gebärdensprachen

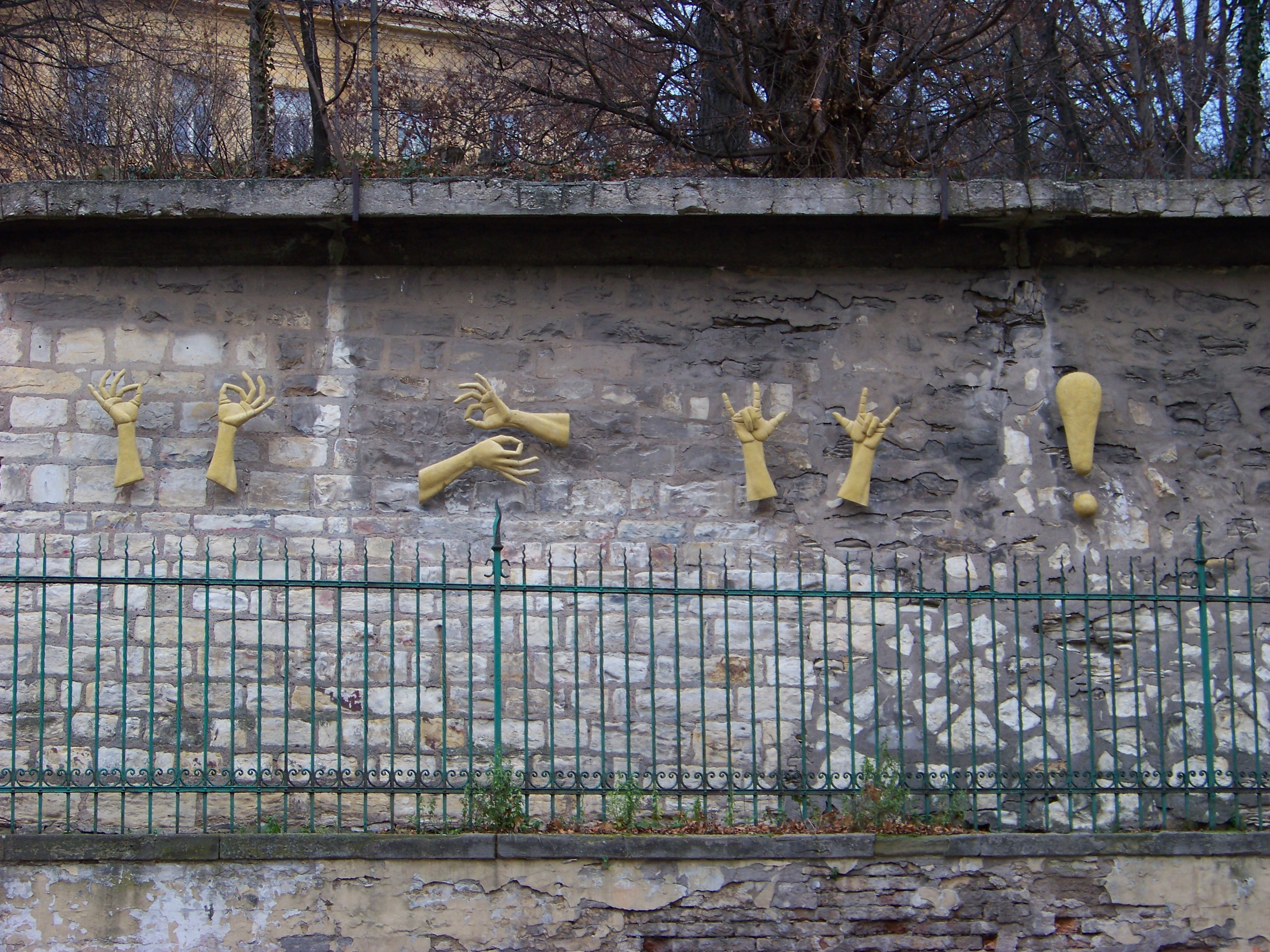
Reliefskulptur in Gebärdensprache an einer Steinmauer: „Das Leben ist schön, seid glücklich und liebt einander“, von der tschechischen Bildhauerin Zuzana Čížková in der Holečkova-Straße in Prag-Smíchov, neben einer Schule für Gehörlose

Gebärdensprachen werden von der Sprachwissenschaft als eigenständige und vollwertige Sprachen eingestuft. Der Name der Gebärdensprache in Deutschland, Deutsche Gebärdensprache (DGS) bedeutet: „eine Gebärdensprache, die von gehörlosen Sprechern in Deutschland verwendet wird“. Er bedeutet nicht „Die Deutsche Sprache in Gebärdenform“. Gebärdensprachen sind also unabhängige Entwicklungen und sind nicht von der Lautsprache ihrer Umgebung abgeleitet. Dennoch teilen sich Gebärdensprachen häufig (aber nicht notwendigerweise) entlang der Gemeinschaften auf, in denen eine bestimmte Lautsprache geteilt wird.

### Verbreitung einzelner Gebärdensprachen
Im deutschsprachigen Raum wird neben der Deutschen Gebärdensprache (DGS) (die auch in Luxemburg genutzt wird), die Österreichische Gebärdensprache (ÖGS) und die Deutschschweizer Gebärdensprache (DSGS) unterschieden. Die in Liechtenstein verwendete Gebärdensprache ist eng verwandt mit der DSGS und kann daher als ein DSGS-Dialekt betrachtet werden. Innerhalb der Schweiz bildet die DSGS fünf verschiedene Dialekte aus (Zürcher, Berner, Basler, Luzerner und St. Galler Dialekt). In der Schweiz kommt ebenfalls die Langue des signes Suisse romande (LSF-SR) vor, die fünf Dialekte hat, sowie die Lingua dei segni della Svizzera italiana (LIS-SI) mit zwei Varietäten. Neben Dialekten gibt es in Gebärdensprachen auch andere Variäteten, wie beispielsweise eine eigene Jugendsprache.
Weltweit am weitesten verbreitet ist die American Sign Language (ASL), gebraucht in Nordamerika, auf karibischen Inseln außer Kuba, in Teilen von Zentralamerika und einigen afrikanischen und asiatischen Ländern.
Siehe auch die gesonderte Liste der Gebärdensprachen.

## Grammatik von Gebärdensprachen

Die Gebärde für deutsch in manchen Gebärdensprachen symbolisiert eine Pickelhaube und bedeutete im deutschsprachigen Bereich früher „Schutzmann“.

Zum Vergleich: Die DGS-Gebärde für deutsch in Gebärdenschrift.

Gebärdensprachen werden in dieselben grammatischen Ebenen gegliedert wie Lautsprachen: Phonologie, Morphologie und Syntax. Erst im Einzelnen ergeben sich Besonderheiten aus den unterschiedlichen Modalitäten des Sprechens und Gebärdens.
In der Phonologie der Gebärdensprachen werden vier Parameter unterschieden, die phonemisch weiter analysiert werden: Handkonfiguration, Handorientierung, Bewegungsausführung und Ort der Bewegung. Auf der Wortebene sind viele Gebärden stark flektiert. Informationen können pronominal (durch verschiedene sichtbare Formen) in einer einzigen Gebärde eingebaut werden, z. B. in DGS die Verbgebärde, glossiert mit ICH-BUCH-GEBEN-DIR-SCHNELL schließt die Bewegungsrichtung von „ich“ nach „du“, und zwar schnell, ein und die Handkonfiguration zeigt das Halten eines imaginären Buches an. Wenn abgewandelt in der Bewegung von „du“ nach „ich“, ergibt DU-BUCH-GEBEN-MIR-SCHNELL. Die Gebärde kann mit anderen Handformen modifiziert werden, um anzuzeigen, was gegeben wird, z. B. ein dickes oder dünnes Buch, eine Flasche, ein Fuß- oder Golfball, ein Stück Papier, einen Stapel Bücher usw. Dazu kommt noch die unterschiedliche Orientierung der Hand bzw. Hände, ob das Objekt horizontal oder vertikal übergeben wird. Insgesamt sieben Bedeutungsteile können in dieser einzigen Gebärde erkannt werden: Subjekt, Empfänger (Einzahl oder Mehrzahl), dessen Lokalität (links, rechts, nahe oder fern), Objekt, Größe bzw. Menge des Objekts, verbiales Adverb, einmal oder wiederholt. Dazu kommen gleichzeitig zusätzliche Bedeutungen durch Teile des Gesichts und Kopfbewegungen, z. B. „gerne“ oder „widerwillig“ kann damit gezeigt werden. Neben Flexion ist dieses in der Linguistik auch als „Inkorporation“ bezeichnet.
Die durch die Hände geformten Gebärden bilden den Inhalt eines Satzes. Daneben spielen Bewegungen des Oberkörpers und des Gesichts eine herausragende Rolle. Vor allem die Mimik dient zur Kodierung der Grammatik. Viele Grammatische Funktionswörter, wie ob oder wenn finden ausschließlich Ausdruck im Gesicht. Da die Grammatik hauptsächlich mit der Mimik zum Ausdruck kommt, sehen sich Gebärdensprachsprecher auch in die Augen und nicht auf die Hände.
Viele Gebärden der verschiedenen Gebärdensprachen sind einander ähnlich wegen ihres ikonischen bzw. motivierten Ursprungs. Viele Flexionen in den Gebärden ähneln sich auch in fast allen Gebärdensprachen. Eine unterseitige Verständigung ist dennoch nicht immer gegeben. Maßgeblich für die Verständigung ist die historische Verwandtheit zwischen Gebärdensprachen, so können Nutzer von Gebärdensprachen der gleichen Gebärdensprachfamilie sich einigermaßen verständigen. Da die meisten Gebärdensprachen Kontinentaleuropas der französischen Gebärdensprachfamilie angehören, ist eine gegenseitige Verständigung dort einigermaßen möglich. An internationalen Anlässen wird International Sign, Gestuno oder International Sign-Talk verwendet, die von manchen als Pidgin-Sprachen betrachtet werden.
Gebärdensprachen werden – darauf deuten zahlreiche Studien mit bildgebenden Verfahren und eine Metaanalyse hin – in den gleichen Gehirnregionen verarbeitet, in welchen auch Lautsprachen verarbeitet werden. Daraus wird gefolgert, dass menschliche Sprache sich nicht mehr bloß als Lautsprachsystem definieren lässt.

## Künstlerische Ausdrucksformen in Gebärdensprache
Bei Lautsprachen ergibt sich eine Unterscheidung zwischen Sprechstimme und Gesangsstimme aufgrund akustischer Unterschiede. Da dies in Gebärdensprachen entfällt, überschneiden sich in diesem Medium Gesang und Poesie. Abgesehen von inhaltlichen Besonderheiten, besteht poetischer Ausdruck dann z. B. in einer besonderen Rhythmisierung des Gebärdens sowie auch der Einbeziehung nichtsprachlicher Bewegungen. Die Unterscheidung zwischen sprachlichen und nichtsprachlichen Bewegungen wird in Gebärdensprachen jedoch deutlich gezogen, daher bleiben die Ausdrucksformen von Tanz und Pantomime auch hier abgrenzbar (obwohl sie mit sprachlichem Ausdruck enger verzahnt werden können).
Künstlerische Darbietungen werden zum Beispiel von Gebärdenchören aufgeführt. Sie können sich auch aus dem Anlass ergeben, dass Gebärdensprachdolmetscher Gesangs- und Musikstücke für ein nichthörendes Publikum interpretieren.

## Verschriftlichung
Gebärdensprache hat sich bisher nicht für den Alltagsgebrauch praktikabel verschriftlichen lassen, obwohl es mehrere Ansätze dazu gibt.

### Gebärdenschrift
Für wissenschaftliche Zwecke existieren „Notationssysteme“ wie z. B. SignWriting, das international am bekanntesten ist, zudem existieren weitere Systeme, wie in Deutschland das HamNoSys (Hamburger Notations-System); diese arbeiten z. B. mit der Zerlegung jeder Gebärde in Handform, Handstellung, Ausführungsbereich, Bewegungsausführung etc. und jeweils entsprechenden Symbol-Darstellungen.

### Glossentranskription
Häufiger werden Gebärden durch Glossentranskription verschriftlicht, ein Verfahren, bei dem Einzelwörter oder mit Bindestrich versehene Wortketten der Lautsprache als Code für Gebärden dienen, üblicherweise ausgeschrieben in Großbuchstaben. Dieses Verfahren ist recht unvollständig und kann nicht alles wiedergeben, was von Gebärden-Sprechern ausgesandt wird. Die Wortkoden sind zudem nicht immer einheitlich festgelegt.

## Manuelle Kodierungssysteme für die deutsche Sprache

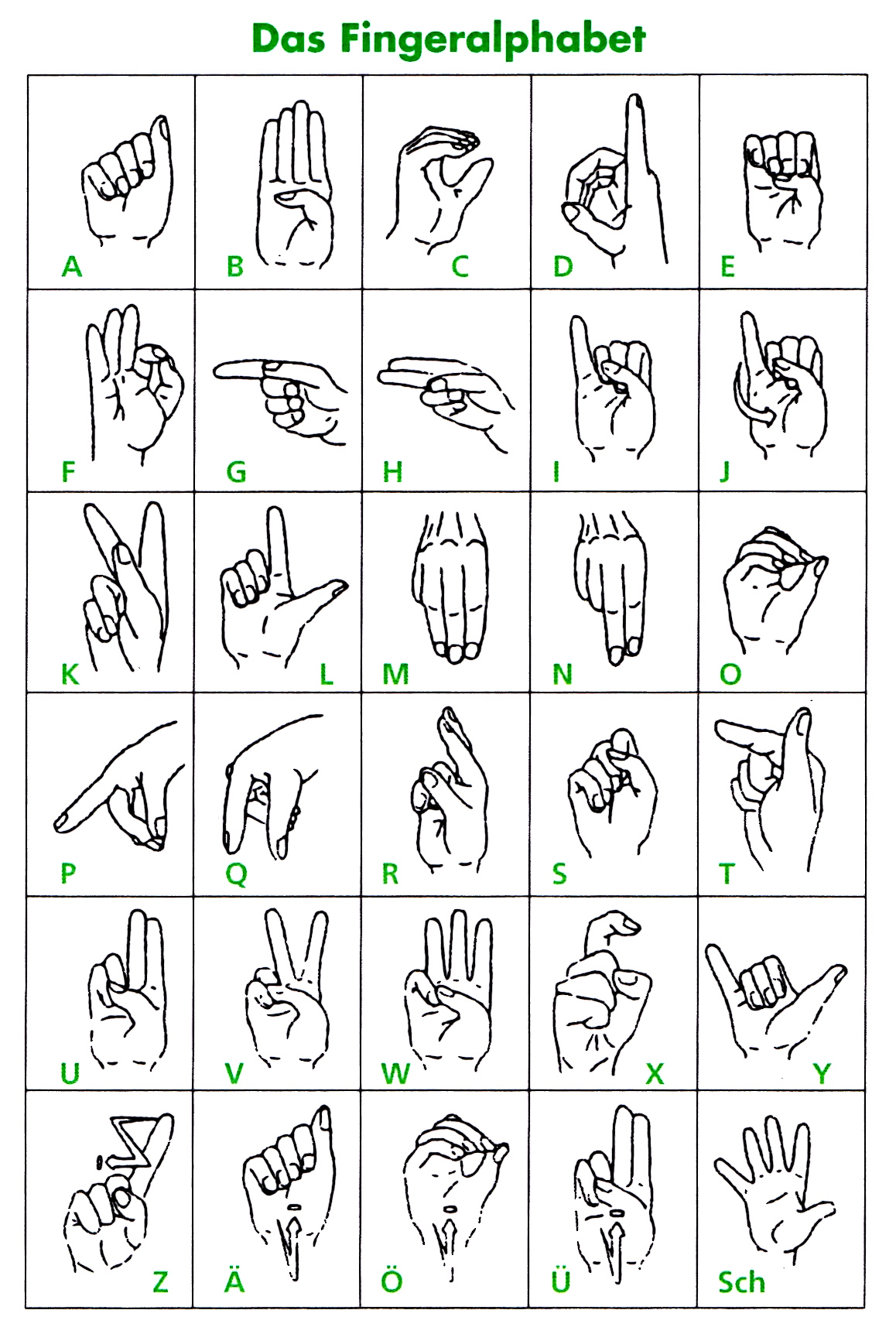
Deutsches Fingeralphabet

Von der Gebärdensprache abzugrenzen sind die sogenannten manuell-visuellen Kodierungssysteme der deutschen Sprache (Graphem- und Phonembestimmte Manualsysteme):
- Fingeralphabet
- Gebärden-unterstützte Kommunikation (GuK)
- Lautsprachbegleitende Gebärden (LBG)[21]
- Lautsprachunterstützende Gebärden (LUG)
- Ergänzte Laut-Sprache

## Gebärdenname
Weil das Buchstabieren eines Personennamens mit dem Fingeralphabet aufwendig ist, kann eine individuelle Gebärde, die den Namen beschreibt, genutzt werden. Für die Festlegung dieses Gebärdennamens können als Anhaltspunkt z. B. äußerliche bzw. charakteristische Merkmale oder eine typische Bewegung Verwendung finden. Die Gebärde sollte dabei einfach auszuführen sein.
Die Vergabe von Gebärdennamen erfolgt üblicherweise durch andere Gehörlose und hat namenkundlich Ähnlichkeit zur Vergabe von Beinamen, insbesondere Übernamen, aus denen sich Familiennamen entwickelten.

## Gebärdensprache in nationalen Gesetzen
Es gab und gibt Anstrengungen, die Gebärdensprachen gesetzlich zu verankern. In Schweden wurde die dortige schwedische Gebärdensprache bereits 1981 als Minderheitensprache anerkannt. Auch Uganda hat schon vor dem Jahr 2000 dessen Gebärdensprache verfassungsrechtlich bestätigt. Seit dem 27. Februar 2005 ist im Schweizer Kanton Zürich verfassungsmäßig anerkannt, dass die Gebärdensprache auch zur Sprachenfreiheit gehört. Das österreichische Parlament nahm im Juli 2005 die Gebärdensprache als anerkannte Minderheitensprache in die Bundesverfassung (Art. 8, Abs. 3) auf. Seit 2006 ist die Neuseeländische Gebärdensprache (NZSL) neben der englischen Lautsprache und Māori eine der offiziellen Amtssprachen Neuseelands. 2023 wurde die Südafrikanische Gebärdensprache die zwölfte Amtssprache des Landes.

## Berufliche Tätigkeiten mit hauptsächlicher Gebärdensprachberührung

### Gebärdensprachdolmetscher

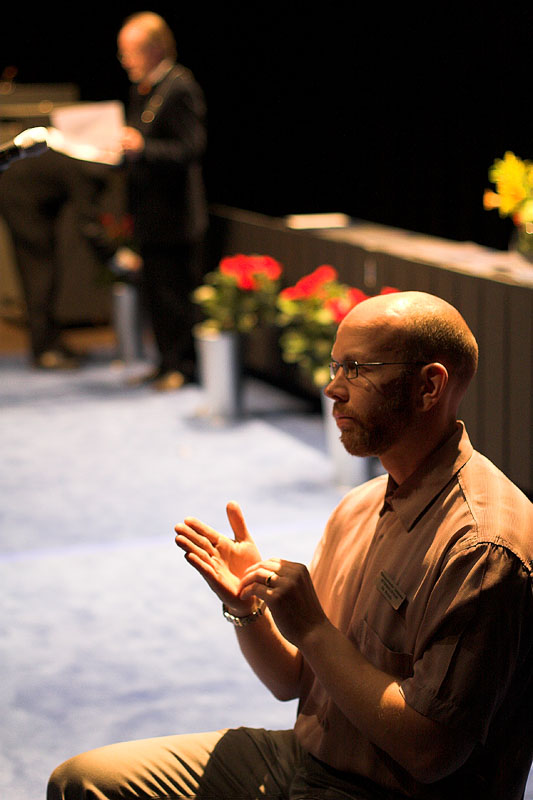
Gebärdensprachdolmetscher bei einem Vortrag

Gebärdensprachdolmetscher dolmetschen in beide Richtungen für gehörlose und hörende Personen. Es kommt vor, dass in einer Gruppe die Gebärdensprache dominiert und für die hörende, nicht gebärdensprachkompetente Minderheit gedolmetscht wird (als voicen bezeichnet), z. B. bei Gehörlosenkonferenzen. Es gibt auch Dolmetscher, die von einer Gebärdensprache in die andere dolmetschen (z. B. Relaisdolmetschen), oder von einer anderen Lautsprache in die lokale Gebärdensprache (z. B. Französisch in die Deutschschweizer Gebärdensprache). Gebärdensprachdolmetscher, die zwischen zwei Gebärdensprachen dolmetschen, sind häufig selbst gehörlos.

### Gebärdensprachdozent
Die Ausbildung zum Gebärdensprachdozenten ist im weiteren Sinne eine Weiterbildung einer gebärdensprachkundigen Person. Gehörlose Muttersprachler sind hierfür besonders geeignet. Die Ausbildung wird regelmäßig nur vom Bayerischen Institut zur Kommunikationsförderung für Menschen mit Hörbehinderung und von GebärdenVerstehen e.Kfr. angeboten. Gebärdensprachdozenten leiten Gebärdensprachkurse oder lehren an Universitäten. Umgangssprachlich werden sie auch als Gebärdensprachlehrer oder Gebärdensprachkursleiter bezeichnet. Sie sind mit einem Berufsbild und einer Berufsordnung im Bundesverband der Dozenten für Gebärdensprache e. V. organisiert.

## Maschinelle Übersetzung und Avatare
Zur Übersetzung und Darstellung von Texten in Gebärdensprache gab und gibt es etliche Projekte. Beispielsweise ist dies mittels einer Software namens SiMAX 3D Avatar möglich. Dabei werden sowohl Texte als auch die Gebärden in verschiedene Sprachen übersetzt. Dies dient zur Unterstützung zur barrierefreien Verbreitung von Informationen.
In dem vom deutschen Bundesministerium für Bildung und Forschung (BMBF) geförderten Forschungsprojekt „AVASAG“ (Avatar-basierter Sprachassistent zur automatisierten Gebärdenübersetzung) erarbeiten sechs Partner aus Forschung und Entwicklung für interaktive Avatar-basierte Assistenzsysteme gemeinsam einen echtzeitgesteuerten 3D-Gebärdensprach-Avatar zur automatischen Übersetzung deutscher Texte in Deutsche Gebärdensprache (DGS).

## Kommunikation mit Tieren
Roger Fouts trainierte der 1965 in Afrika geborenen Schimpansin Washoe insgesamt 250 Zeichen der amerikanischen Gebärdensprache ASL an und versuchte damit, eine Kommunikation zwischen Mensch und Tier aufzubauen. Auch mit anderen Tieren, u. a. Bonobos und Gorillas, wurden solche Versuche durchgeführt, einige Tiere sollen einen Wortschatz von über 1000 Wörtern erworben haben.
Andere Forscher untersuchten dagegen originale Gebärden- und Körpersignale von Menschenaffen und schlossen daraus, dass auch die Menschen vor der gesprochenen eine Gebärdensprache nutzten. Ihre Beobachtung stützt eine schon ältere Theorie, die besagt, dass die Zeichensprache die ursprünglichste Form der menschlichen Kommunikation war.

## Medien

### Filme

#### Kurz- oder Dokumentarfilme
- DEF (2003): 13-minütiger Kurzfilm von Ian Clark über einen gehörlosen Jungen aus einer englischen Wohnsiedlung, der davon träumt, ein Rapstar zu werden.
- Ich muss dir was sagen (2006): Dokumentarfilm von Martin Nguyen über vierjährige Zwillingsbrüder, von denen einer gehörlos und der andere hörend ist. Dieser Dokumentarfilm zeigt, wie sich die beiden untereinander verständigen, wie die Eltern mit der neuen Situation zurechtkommen und wie sie sich die Zukunft des gehörlosen Jungen vorstellen.
- Die Wunderlampe – Ein märchenhafter Kinderfilm in Österreichischer Gebärdensprache (2008), 20-minütiger Kinderfilm (Real und Stop-Motion) in Gebärdensprache über ein kleines Mädchen, das eine Wunderlampe samt Dschinn findet und mit ihm einige Tage verbringt, bis sie ihm die Freiheit schenkt
- Verbotene Sprache (2009), Porträt des Gebärdensprachkünstlers Rolf Lanicca, 40 min.
- A single duet (2010), 10-minütiger Film von Kai Stöckel über einen gehörlosen Obdachlosen, der seine Tochter wiedersehen will, die Hauptrolle spielt Christopher Buhr.
- Seidene Stille (2011), mittellanger Film über eine Gehörlosen-Liebesgeschichte mit Rafael-Evitan Grombelka und Kassandra Wedel.

#### Fernsehserien
- Switched at Birth (2011), Fernsehserie über die Verwechslung zweier Neugeborener Mädchen, Bay und Daphne. Daphne verliert als Kind ihr Gehör. Als die Mädchen Teenager sind, lernen sich die beiden Familien kennen und die nicht ASL sprechende Familie lernt die amerikanische Gebärdensprache. Mehrere Hauptfiguren der Serie sind gehörlos und in vielen Szenen wird ASL (amerikanische Gebärdensprache) von einem oder allen Gesprächsteilnehmern gesprochen, ASL wird in der Serie untertitelt.
- Sue Thomas: F.B.I. (Originaltitel: Sue Thomas: F.B.Eye) ist eine kanadisch-US-amerikanische Fernsehserie, die in den USA von 2002 bis 2005, in Deutschland ab 2011 lief. Sie handelt von der real existierenden, gehörlosen F.B.I.-Agentin Sue Thomas, welche von der gehörlosen Schauspielerin Deanne Bray dargestellt wird.
- The Society (2019), ist eine US-amerikanische Dramaserie mit Mystery-Elementen, die vom Video-on-Demand-Anbieter Netflix produziert und dort am 10. Mai 2019 veröffentlicht wurde. Der Charakter Sam Elliot wird von einem tauben Schauspieler (Sean Berdy) gespielt, weshalb die Serie viel ASL benutzt, welches in der Serie untertitelt wird.